# 주광야

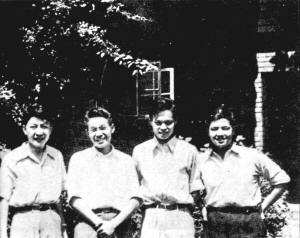

주광야(중국어 간체자: 朱光亚, 정체자: 朱光亞, 병음: Zhū Guāngyà, 1924년 12월 25일 ~ 2011년 2월 26일)는 중국의 핵물리학자이다. 후베이성 이창시 출신이며 본적은 후베이성 한양구이다. 중국 과학원 학부 위원, 중국 공정원 주석, 중국과학기술협회 주석을 역임했다.

## 생애
주광야는 1941년에 난징 중양 대학(현재의 난징 대학의 전신) 물리학과에 입학했고 1942년 여름에는 시난 연합 대학 물리학과에 편입되어 1945년에 졸업했다. 미국 미시간 대학교에서 물리학과 박사 학위를 받은 다음에 1950년 봄에 귀국했고 베이징 대학 물리학과 부교수를 지냈다.
주광야는 1953년 1월에 중국 각지에 있던 대학교들의 조정 과정을 통해 둥베이 인민 대학(현재의 지린 대학) 교수로 전임되었다. 1956년에 근대 물리 연구소 설립 계획에 참여하면서 중국 최초의 원자력 전문 인력 양성이라는 중책을 맡았는데 이 기구는 1957년에 베이징 대학 산하 연구실로 편입되었다.
주광야는 1957년 이후부터 원자로를 연구하면서 중국의 원자폭탄, 수소폭탄 개발 과정에 참여했으며 1980년에는 중국 과학원 학부 위원에 선출되었다. 1986년 6월부터 1996년 5월까지 중국과학기술협회 부주석·주석을 역임했고 1996년 5월부터 중국과학기술협회 명예주석을 지냈다. 1994년에는 중국인민정치협상회의 부주석으로 선출되었고 1994년부터 1998년까지 중국 공정원 초대 원장을 역임했다.
주광야는 중국 공산당 제9기·제10기 중앙후보위원, 제11기·제12기·제13기·제14기 중앙위원, 제3기·제4기·제5기 전국인민대표대회 위원을 역임했으며 1999년 9월에는 중국 공산당 중앙군사위원회로부터 양탄일성공훈장을 받았다. 2011년 2월 26일에 베이징시에서 향년 87세를 일기로 사망했다.